# 2006-os labdarúgó-világbajnokság (keretek)
A 2006-os labdarúgó világbajnokság csapatainak keretei:

## A. csoport

### Costa Rica
Szövetségi kapitány:  Alexandre Guimarães
| Szám | Poszt | Név               | Születési dátum (Kor)         | Vál. | Klub               |
| ---- | ----- | ----------------- | ----------------------------- | ---- | ------------------ |
| 1    | K     | Álvaro Mesén      | 1972. december 24. (33 éves)  | 38   | Herediano          |
| 2    | V     | Jervis Drummond   | 1976. szeptember 8. (29 éves) | 56   | Deportivo Saprissa |
| 3    | V     | Luis Marín (C)    | 1974. augusztus 10. (31 éves) | 120  | Alajuelense        |
| 4    | V     | Michael Umaña     | 1982. július 16. (23 éves)    | 18   | Brujas             |
| 5    | V     | Gilberto Martínez | 1979. október 1. (26 éves)    | 57   | Brescia            |
| 6    | KP    | Danny Fonseca     | 1979. november 7. (26 éves)   | 22   | Cartaginés         |
| 7    | KP    | Christian Bolaños | 1984. május 17. (22 éves)     | 16   | Deportivo Saprissa |
| 8    | KP    | Mauricio Solís    | 1972. december 13. (33 éves)  | 107  | CSD Comunicaciones |
| 9    | CS    | Paulo Wanchope    | 1976. július 31. (29 éves)    | 69   | Herediano          |
| 10   | KP    | Walter Centeno    | 1974. október 6. (31 éves)    | 93   | Deportivo Saprissa |
| 11   | CS    | Rónald Gómez      | 1975. január 21. (31 éves)    | 80   | Deportivo Saprissa |
| 12   | V     | Leonardo González | 1980. november 21. (25 éves)  | 36   | Herediano          |
| 13   | CS    | Kurt Bernard      | 1977. augusztus 8. (28 éves)  | 3    | Puntarenas         |
| 14   | KP    | Randall Azofeifa  | 1984. december 30. (21 éves)  | 5    | Deportivo Saprissa |
| 15   | V     | Harold Wallace    | 1975. szeptember 7. (30 éves) | 78   | Alajuelense        |
| 16   | KP    | Carlos Hernández  | 1982. április 9. (24 éves)    | 17   | Alajuelense        |
| 17   | V     | Gabriel Badilla   | 1984. június 30. (21 éves)    | 7    | Deportivo Saprissa |
| 18   | K     | José Porras       | 1970. november 8. (35 éves)   | 16   | Deportivo Saprissa |
| 19   | CS    | Álvaro Saborío    | 1982. március 25. (24 éves)   | 23   | Deportivo Saprissa |
| 20   | KP    | Douglas Sequeira  | 1977. augusztus 23. (28 éves) | 29   | Real Salt Lake     |
| 21   | CS    | Victor Núñez      | 1980. április 15. (26 éves)   | 3    | Cartaginés         |
| 22   | V     | Michael Rodríguez | 1981. december 30. (24 éves)  | 3    | Alajuelense        |
| 23   | K     | Wardy Alfaro      | 1977. december 31. (28 éves)  | 2    | Alajuelense        |

### Ecuador
Szövetségi kapitány:  Luis Fernando Suárez
| Szám | Poszt | Név               | Születési dátum (Kor)          | Vál. | Klub               |
| ---- | ----- | ----------------- | ------------------------------ | ---- | ------------------ |
| 1    | K     | Edwin Villafuerte | 1979. március 12. (27 éves)    | 15   | Deportivo Quito    |
| 2    | V     | Jorge Guagua      | 1981. szeptember 28. (24 éves) | 18   | El Nacional        |
| 3    | V     | Iván Hurtado (C)  | 1974. augusztus 16. (31 éves)  | 130  | Al-Arabi           |
| 4    | V     | Ulises de la Cruz | 1974. február 8. (32 éves)     | 84   | Aston Villa        |
| 5    | V     | José Luis Perlaza | 1981. október 6. (24 éves)     | 3    | Olmedo             |
| 6    | KP    | Patricio Urrutia  | 1977. október 15. (28 éves)    | 6    | LDU Quito          |
| 7    | KP    | Christian Lara    | 1980. április 27. (26 éves)    | 19   | El Nacional        |
| 8    | KP    | Édison Méndez     | 1979. március 16. (27 éves)    | 64   | LDU Quito          |
| 9    | CS    | Félix Borja       | 1983. április 2. (23 éves)     | 6    | El Nacional        |
| 10   | CS    | Iván Kaviedes     | 1977. október 24. (28 éves)    | 44   | Argentinos Juniors |
| 11   | CS    | Agustín Delgado   | 1974. december 23. (31 éves)   | 68   | LDU Quito          |
| 12   | K     | Cristian Mora     | 1979. augusztus 26. (26 éves)  | 8    | LDU Quito          |
| 13   | V     | Paul Ambrosi      | 1980. október 14. (25 éves)    | 24   | LDU Quito          |
| 14   | KP    | Segundo Castillo  | 1982. május 15. (24 éves)      | 11   | El Nacional        |
| 15   | KP    | Marlon Ayoví      | 1971. augusztus 27. (34 éves)  | 74   | Deportivo Quito    |
| 16   | KP    | Antonio Valencia  | 1985. augusztus 4. (20 éves)   | 17   | Recreativo         |
| 17   | V     | Giovanny Espinoza | 1977. április 12. (29 éves)    | 56   | LDU Quito          |
| 18   | V     | Neicer Reasco     | 1977. július 23. (28 éves)     | 31   | LDU Quito          |
| 19   | KP    | Luis Saritama     | 1983. október 20. (22 éves)    | 15   | Deportivo Quito    |
| 20   | KP    | Edwin Tenorio     | 1976. június 16. (29 éves)     | 68   | Barcelona          |
| 21   | CS    | Carlos Tenorio    | 1979. május 14. (27 éves)      | 29   | Al-Sadd            |
| 22   | K     | Damián Lanza      | 1982. április 10. (24 éves)    | 5    | Aucas              |
| 23   | CS    | Christian Benítez | 1986. május 1. (20 éves)       | 5    | El Nacional        |

### Németország
Szövetségi kapitány:  Jürgen Klinsmann
| Szám | Poszt | Név                    | Születési dátum (Kor)          | Vál. | Klub                     |
| ---- | ----- | ---------------------- | ------------------------------ | ---- | ------------------------ |
| 1    | K     | Jens Lehmann           | 1969. november 10. (36 éves)   | 32   | Arsenal                  |
| 2    | V     | Marcell Jansen         | 1985. november 4. (20 éves)    | 7    | Borussia Mönchengladbach |
| 3    | V     | Arne Friedrich         | 1979. május 29. (27 éves)      | 36   | Hertha BSC               |
| 4    | V     | Robert Huth            | 1984. augusztus 18. (21 éves)  | 16   | Chelsea                  |
| 5    | KP    | Sebastian Kehl         | 1980. február 13. (26 éves)    | 27   | Borussia Dortmund        |
| 6    | V     | Jens Nowotny           | 1974. január 11. (32 éves)     | 46   | Bayer Leverkusen         |
| 7    | KP    | Bastian Schweinsteiger | 1984. augusztus 1. (21 éves)   | 28   | Bayern München           |
| 8    | KP    | Torsten Frings         | 1976. november 22. (29 éves)   | 52   | Werder Bremen            |
| 9    | CS    | Mike Hanke             | 1983. november 5. (22 éves)    | 6    | Wolfsburg                |
| 10   | CS    | Oliver Neuville        | 1973. május 1. (33 éves)       | 55   | Borussia Mönchengladbach |
| 11   | CS    | Miroslav Klose         | 1978. június 9. (28 éves)      | 55   | Werder Bremen            |
| 12   | K     | Oliver Kahn            | 1969. június 15. (36 éves)     | 85   | Bayern München           |
| 13   | KP    | Michael Ballack (C)    | 1976. szeptember 26. (29 éves) | 65   | Bayern München           |
| 14   | CS    | Gerald Asamoah         | 1978. október 3. (27 éves)     | 40   | Schalke 04               |
| 15   | KP    | Thomas Hitzlsperger    | 1982. április 5. (24 éves)     | 15   | VfB Stuttgart            |
| 16   | V     | Philipp Lahm           | 1983. november 11. (22 éves)   | 18   | Bayern München           |
| 17   | V     | Per Mertesacker        | 1984. szeptember 29. (21 éves) | 23   | Hannover 96              |
| 18   | KP    | Tim Borowski           | 1980. május 2. (26 éves)       | 20   | Werder Bremen            |
| 19   | KP    | Bernd Schneider        | 1973. november 17. (32 éves)   | 64   | Bayer Leverkusen         |
| 20   | CS    | Lukas Podolski         | 1985. június 4. (21 éves)      | 25   | 1. FC Köln               |
| 21   | V     | Christoph Metzelder    | 1980. november 5. (25 éves)    | 22   | Borussia Dortmund        |
| 22   | KP    | David Odonkor          | 1984. február 21. (22 éves)    | 1    | Borussia Dortmund        |
| 23   | K     | Timo Hildebrand        | 1979. április 5. (27 éves)     | 3    | VfB Stuttgart            |

### Lengyelország
Szövetségi kapitány:  Paweł Janas
| Szám | Poszt | Név                 | Születési dátum (Kor)          | Vál. | Klub                 |
| ---- | ----- | ------------------- | ------------------------------ | ---- | -------------------- |
| 1    | K     | Artur Boruc         | 1980. február 20. (26 éves)    | 17   | Celtic               |
| 2    | V     | Mariusz Jop         | 1978. augusztus 3. (27 éves)   | 12   | FK Moszkva           |
| 3    | V     | Seweryn Gancarczyk  | 1981. november 22. (24 éves)   | 2    | Metalist Kharkiv     |
| 4    | V     | Marcin Baszczyński  | 1977. június 7. (29 éves)      | 32   | Wisła Kraków         |
| 5    | CS    | Kamil Kosowski      | 1977. augusztus 30. (28 éves)  | 45   | Kaiserslautern       |
| 6    | V     | Jacek Bąk (C)       | 1973. március 24. (33 éves)    | 72   | Al-Rayyan            |
| 7    | KP    | Radosław Sobolewski | 1976. december 13. (29 éves)   | 19   | Wisła Kraków         |
| 8    | KP    | Jacek Krzynówek     | 1976. május 15. (30 éves)      | 58   | Bayer Leverkusen     |
| 9    | CS    | Maciej Żurawski     | 1976. szeptember 12. (29 éves) | 50   | Celtic               |
| 10   | KP    | Mirosław Szymkowiak | 1976. november 12. (29 éves)   | 29   | Trabzonspor          |
| 11   | CS    | Grzegorz Rasiak     | 1979. január 12. (27 éves)     | 30   | Tottenham Hotspur    |
| 12   | K     | Tomasz Kuszczak     | 1982. március 23. (24 éves)    | 4    | West Bromwich Albion |
| 13   | KP    | Sebastian Mila      | 1982. július 10. (23 éves)     | 27   | Austria Wien         |
| 14   | V     | Michał Żewłakow     | 1976. április 22. (30 éves)    | 56   | RSC Anderlecht       |
| 15   | CS    | Euzebiusz Smolarek  | 1981. január 9. (25 éves)      | 13   | Borussia Dortmund    |
| 16   | KP    | Arkadiusz Radomski  | 1977. június 27. (28 éves)     | 20   | Austria Vienna       |
| 17   | KP    | Dariusz Dudka       | 1983. december 9. (22 éves)    | 7    | Wisła Kraków         |
| 18   | V     | Mariusz Lewandowski | 1979. május 18. (27 éves)      | 25   | Sahtar Doneck        |
| 19   | V     | Bartosz Bosacki     | 1975. december 20. (30 éves)   | 11   | Lech Poznań          |
| 20   | KP    | Piotr Giza          | 1980. február 28. (26 éves)    | 4    | Cracovia             |
| 21   | CS    | Ireneusz Jeleń      | 1981. április 9. (25 éves)     | 9    | Wisła Płock          |
| 22   | K     | Łukasz Fabiański    | 1985. április 18. (21 éves)    | 2    | Legia Warszawa       |
| 23   | CS    | Paweł Brożek        | 1983. április 21. (23 éves)    | 4    | Wisła Kraków         |

## B. csoport

### Anglia
Szövetségi kapitány:  Sven-Göran Eriksson
| Szám | Poszt | Név               | Születési dátum (Kor)          | Vál. | Klub              |
| ---- | ----- | ----------------- | ------------------------------ | ---- | ----------------- |
| 1    | K     | Paul Robinson     | 1979. október 15. (26 éves)    | 21   | Tottenham Hotspur |
| 2    | V     | Gary Neville      | 1975. február 18. (31 éves)    | 79   | Manchester United |
| 3    | V     | Ashley Cole       | 1980. december 20. (25 éves)   | 46   | Arsenal           |
| 4    | KP    | Steven Gerrard    | 1980. május 30. (26 éves)      | 42   | Liverpool         |
| 5    | V     | Rio Ferdinand     | 1978. november 7. (27 éves)    | 47   | Manchester United |
| 6    | V     | John Terry        | 1980. december 7. (25 éves)    | 24   | Chelsea           |
| 7    | KP    | David Beckham (C) | 1975. május 2. (31 éves)       | 89   | Real Madrid       |
| 8    | KP    | Frank Lampard     | 1978. június 20. (27 éves)     | 40   | Chelsea           |
| 9    | CS    | Wayne Rooney      | 1985. október 24. (20 éves)    | 29   | Manchester United |
| 10   | CS    | Michael Owen      | 1979. december 14. (26 éves)   | 77   | Newcastle United  |
| 11   | KP    | Joe Cole          | 1981. november 8. (24 éves)    | 32   | Chelsea           |
| 12   | V     | Sol Campbell      | 1974. szeptember 18. (31 éves) | 68   | Arsenal           |
| 13   | K     | David James       | 1970. augusztus 1. (35 éves)   | 34   | Manchester City   |
| 14   | V     | Wayne Bridge      | 1980. augusztus 5. (25 éves)   | 23   | Chelsea           |
| 15   | V     | Jamie Carragher   | 1978. január 28. (28 éves)     | 25   | Liverpool         |
| 16   | KP    | Owen Hargreaves   | 1981. január 20. (25 éves)     | 30   | Bayern München    |
| 17   | KP    | Jermaine Jenas    | 1983. február 18. (23 éves)    | 15   | Tottenham Hotspur |
| 18   | KP    | Michael Carrick   | 1981. július 28. (24 éves)     | 6    | Tottenham Hotspur |
| 19   | KP    | Aaron Lennon      | 1987. április 16. (19 éves)    | 1    | Tottenham Hotspur |
| 20   | KP    | Stewart Downing   | 1984. július 22. (21 éves)     | 2    | Middlesbrough     |
| 21   | CS    | Peter Crouch      | 1981. január 30. (25 éves)     | 7    | Liverpool         |
| 22   | K     | Scott Carson      | 1985. szeptember 3. (20 éves)  | 0    | Liverpool         |
| 23   | CS    | Theo Walcott      | 1989. március 16. (17 éves)    | 1    | Arsenal           |

### Paraguay
Szövetségi kapitány:  Aníbal Ruiz
| Szám | Poszt | Név                 | Születési dátum (Kor)         | Vál. | Klub                    |
| ---- | ----- | ------------------- | ----------------------------- | ---- | ----------------------- |
| 1    | K     | Justo Villar        | 1977. június 30. (28 éves)    | 39   | Newell’s Old Boys       |
| 2    | V     | Jorge Núñez         | 1978. január 22. (28 éves)    | 15   | Estudiantes de La Plata |
| 3    | V     | Delio Toledo        | 1974. február 10. (32 éves)   | 30   | Real Zaragoza           |
| 4    | V     | Carlos Gamarra (C)  | 1971. február 17. (35 éves)   | 106  | Palmeiras               |
| 5    | V     | Julio César Cáceres | 1979. október 5. (26 éves)    | 32   | River Plate             |
| 6    | KP    | Carlos Bonet        | 1977. október 2. (28 éves)    | 29   | Libertad                |
| 7    | CS    | Salvador Cabañas    | 1980. augusztus 5. (25 éves)  | 15   | Jaguares                |
| 8    | KP    | Edgar Barreto       | 1984. július 15. (21 éves)    | 15   | NEC Nijmegen            |
| 9    | CS    | Roque Santa Cruz    | 1981. augusztus 16. (24 éves) | 42   | Bayern München          |
| 10   | KP    | Roberto Acuña       | 1972. március 25. (34 éves)   | 93   | Deportivo La Coruña     |
| 11   | KP    | Diego Gavilán       | 1980. március 1. (26 éves)    | 39   | Newell’s Old Boys       |
| 12   | K     | Derlis Gómez        | 1972. november 12. (33 éves)  | 5    | Sportivo Luqueño        |
| 13   | KP    | Carlos Paredes      | 1976. július 16. (29 éves)    | 68   | Reggina                 |
| 14   | V     | Paulo da Silva      | 1980. február 1. (26 éves)    | 33   | Toluca                  |
| 15   | V     | Júlio César Manzur  | 1981. június 22. (24 éves)    | 13   | Santos                  |
| 16   | KP    | Cristian Riveros    | 1982. október 16. (23 éves)   | 9    | Libertad                |
| 17   | KP    | José Montiel        | 1988. március 19. (18 éves)   | 6    | Olimpia Asunción        |
| 18   | CS    | Nelson Valdez       | 1983. november 28. (22 éves)  | 11   | Werder Bremen           |
| 19   | KP    | Julio dos Santos    | 1983. május 5. (23 éves)      | 17   | Bayern München          |
| 20   | CS    | Dante López         | 1983. augusztus 16. (22 éves) | 7    | Genoa CFC               |
| 21   | V     | Denis Caniza        | 1974. augusztus 29. (31 éves) | 74   | Cruz Azul               |
| 22   | K     | Aldo Bobadilla      | 1976. április 20. (30 éves)   | 5    | Libertad                |
| 23   | CS    | Nelson Cuevas       | 1980. január 10. (26 éves)    | 35   | Pachuca                 |

### Svédország
Szövetségi kapitány:  Lars Lagerbäck
| Szám | Poszt | Név                   | Születési dátum (Kor)          | Vál. | Klub             |
| ---- | ----- | --------------------- | ------------------------------ | ---- | ---------------- |
| 1    | K     | Andreas Isaksson      | 1981. október 3. (24 éves)     | 39   | Rennes           |
| 2    | V     | Mikael Nilsson        | 1978. június 24. (27 éves)     | 27   | Panathinaikos    |
| 3    | V     | Olof Mellberg (C)     | 1977. szeptember 3. (28 éves)  | 64   | Aston Villa      |
| 4    | V     | Teddy Lučić           | 1973. április 15. (33 éves)    | 81   | Häcken           |
| 5    | V     | Erik Edman            | 1978. november 11. (27 éves)   | 37   | Rennes           |
| 6    | KP    | Tobias Linderoth      | 1979. április 21. (27 éves)    | 58   | København        |
| 7    | KP    | Niclas Alexandersson  | 1971. december 29. (34 éves)   | 87   | Göteborg         |
| 8    | KP    | Anders Svensson       | 1976. július 17. (29 éves)     | 66   | Elfsborg         |
| 9    | KP    | Fredrik Ljungberg     | 1977. április 16. (29 éves)    | 57   | Arsenal          |
| 10   | CS    | Zlatan Ibrahimović    | 1981. október 3. (24 éves)     | 38   | Juventus         |
| 11   | CS    | Henrik Larsson        | 1971. szeptember 20. (34 éves) | 89   | Barcelona        |
| 12   | K     | John Alvbåge          | 1982. augusztus 10. (23 éves)  | 2    | Viborg           |
| 13   | V     | Petter Hansson        | 1976. december 14. (29 éves)   | 13   | Heerenveen       |
| 14   | V     | Fredrik Stenman       | 1983. június 2. (23 éves)      | 1    | Bayer Leverkusen |
| 15   | V     | Karl Svensson         | 1984. március 21. (22 éves)    | 1    | Göteborg         |
| 16   | KP    | Kim Källström         | 1982. augusztus 24. (23 éves)  | 34   | Rennes           |
| 17   | CS    | Johan Elmander        | 1981. május 27. (25 éves)      | 18   | Brøndby          |
| 18   | KP    | Mattias Jonson        | 1974. január 16. (32 éves)     | 53   | Djurgården       |
| 19   | KP    | Daniel Andersson      | 1977. augusztus 28. (28 éves)  | 47   | Malmö            |
| 20   | CS    | Marcus Allbäck        | 1973. július 5. (32 éves)      | 56   | København        |
| 21   | KP    | Christian Wilhelmsson | 1979. december 8. (26 éves)    | 29   | RSC Anderlecht   |
| 22   | CS    | Markus Rosenberg      | 1982. szeptember 27. (23 éves) | 8    | Ajax             |
| 23   | K     | Rami Shaaban          | 1975. június 30. (30 éves)     | 1    | Fredrikstad      |

### Trinidad és Tobago
Szövetségi kapitány:  Leo Beenhakker
| Szám | Poszt | Név                  | Születési dátum (Kor)         | Vál. | Klub                   |
| ---- | ----- | -------------------- | ----------------------------- | ---- | ---------------------- |
| 1    | K     | Shaka Hislop         | 1969. február 22. (37 éves)   | 24   | West Ham United        |
| 2    | V     | Ian Cox              | 1971. március 25. (35 éves)   | 16   | Gillingham             |
| 3    | V     | Avery John           | 1975. június 18. (30 éves)    | 57   | New England Revolution |
| 4    | V     | Marvin Andrews       | 1975. december 22. (30 éves)  | 98   | Rangers                |
| 5    | V     | Brent Sancho         | 1977. március 13. (29 éves)   | 40   | Gillingham             |
| 6    | V     | Dennis Lawrence      | 1974. augusztus 1. (31 éves)  | 63   | Wrexham                |
| 7    | KP    | Christopher Birchall | 1984. május 5. (22 éves)      | 19   | Port Vale              |
| 8    | V     | Cyd Gray             | 1973. november 21. (32 éves)  | 39   | San Juan Jabloteh      |
| 9    | KP    | Aurtis Whitley       | 1977. május 1. (29 éves)      | 24   | San Juan Jabloteh      |
| 10   | KP    | Russell Latapy       | 1968. augusztus 8. (37 éves)  | 66   | Falkirk                |
| 11   | KP    | Carlos Edwards       | 1978. október 24. (27 éves)   | 51   | Luton Town             |
| 12   | CS    | Collin Samuel        | 1981. augusztus 27. (24 éves) | 18   | Dundee United          |
| 13   | CS    | Cornell Glen         | 1980. október 21. (25 éves)   | 35   | LA Galaxy              |
| 14   | CS    | Stern John           | 1976. október 30. (29 éves)   | 95   | Coventry City          |
| 15   | CS    | Kenwyne Jones        | 1984. október 5. (21 éves)    | 29   | Southampton            |
| 16   | KP    | Evans Wise           | 1973. november 23. (32 éves)  | 16   | Waldhof Mannheim       |
| 17   | V     | David Atiba Charles  | 1977. augusztus 29. (28 éves) | 19   | W Connection           |
| 18   | KP    | Densill Theobald     | 1982. június 27. (23 éves)    | 38   | Falkirk                |
| 19   | CS    | Dwight Yorke (C)     | 1971. november 3. (34 éves)   | 54   | Sydney FC              |
| 20   | CS    | Jason Scotland       | 1979. február 18. (27 éves)   | 25   | St. Johnstone          |
| 21   | K     | Kelvin Jack          | 1976. április 29. (30 éves)   | 32   | Dundee                 |
| 22   | K     | Clayton Ince         | 1972. július 12. (33 éves)    | 63   | Coventry City          |
| 23   | KP    | Anthony Wolfe        | 1983. december 23. (22 éves)  | 4    | San Juan Jabloteh      |

## C. csoport

### Argentína
Szövetségi kapitány:  José Pékerman
| Szám | Poszt | Név                   | Születési dátum (Kor)         | Vál. | Klub                |
| ---- | ----- | --------------------- | ----------------------------- | ---- | ------------------- |
| 1    | K     | Roberto Abbondanzieri | 1972. augusztus 19. (33 éves) | 22   | Boca Juniors        |
| 2    | V     | Roberto Ayala         | 1973. április 14. (33 éves)   | 100  | Valencia            |
| 3    | V     | Juan Pablo Sorín (C)  | 1976. május 5. (30 éves)      | 71   | Villarreal          |
| 4    | V     | Fabricio Coloccini    | 1982. január 22. (24 éves)    | 23   | Deportivo La Coruña |
| 5    | KP    | Esteban Cambiasso     | 1980. augusztus 18. (25 éves) | 22   | Internazionale      |
| 6    | V     | Gabriel Heinze        | 1978. április 19. (28 éves)   | 29   | Manchester United   |
| 7    | CS    | Javier Saviola        | 1981. december 11. (24 éves)  | 31   | Barcelona           |
| 8    | KP    | Javier Mascherano     | 1984. június 8. (22 éves)     | 15   | Corinthians         |
| 9    | CS    | Hernán Crespo         | 1975. július 5. (30 éves)     | 55   | Chelsea             |
| 10   | KP    | Juan Román Riquelme   | 1978. június 24. (27 éves)    | 31   | Villarreal          |
| 11   | CS    | Carlos Tévez          | 1984. február 5. (22 éves)    | 21   | Corinthians         |
| 12   | K     | Leo Franco            | 1977. május 29. (29 éves)     | 3    | Atlético Madrid     |
| 13   | V     | Lionel Scaloni        | 1978. május 16. (28 éves)     | 6    | Deportivo La Coruña |
| 14   | CS    | Rodrigo Palacio       | 1982. február 5. (24 éves)    | 2    | Boca Juniors        |
| 15   | V     | Gabriel Milito        | 1980. szeptember 7. (25 éves) | 15   | Real Zaragoza       |
| 16   | KP    | Pablo Aimar           | 1979. november 3. (26 éves)   | 40   | Valencia            |
| 17   | V     | Leandro Cufré         | 1978. május 9. (28 éves)      | 2    | Roma                |
| 18   | KP    | Maxi Rodríguez        | 1981. január 2. (25 éves)     | 13   | Atlético Madrid     |
| 19   | CS    | Lionel Messi          | 1987. június 24. (18 éves)    | 7    | Barcelona           |
| 20   | CS    | Julio Cruz            | 1974. október 10. (31 éves)   | 15   | Internazionale      |
| 21   | V     | Nicolás Burdisso      | 1981. április 12. (25 éves)   | 8    | Internazionale      |
| 22   | KP    | Lucho González        | 1981. január 19. (25 éves)    | 27   | Porto               |
| 23   | K     | Óscar Ustari          | 1986. július 3. (19 éves)     | 0    | Independiente       |

### Elefántcsontpart
Szövetségi kapitány:  Henri Michel
| Szám | Poszt | Név                | Születési dátum (Kor)          | Vál. | Klub                |
| ---- | ----- | ------------------ | ------------------------------ | ---- | ------------------- |
| 1    | K     | Jean-Jacques Tizié | 1972. szeptember 7. (33 éves)  | 24   | Espérance           |
| 2    | KP    | Kanga Akalé        | 1981. március 7. (25 éves)     | 22   | Auxerre             |
| 3    | V     | Arthur Boka        | 1983. április 2. (23 éves)     | 23   | Strasbourg          |
| 4    | V     | Kolo Touré         | 1981. március 19. (25 éves)    | 42   | Arsenal             |
| 5    | KP    | Didier Zokora      | 1980. december 14. (25 éves)   | 38   | Saint-Étienne       |
| 6    | V     | Blaise Kouassi     | 1974. február 2. (32 éves)     | 36   | Troyes              |
| 7    | KP    | Emerse Faé         | 1984. január 24. (22 éves)     | 14   | Nantes              |
| 8    | CS    | Bonaventure Kalou  | 1978. január 12. (28 éves)     | 49   | Paris Saint-Germain |
| 9    | CS    | Arouna Koné        | 1983. november 11. (22 éves)   | 17   | PSV Eindhoven       |
| 10   | KP    | Gilles Yapi Yapo   | 1982. január 13. (24 éves)     | 26   | Young Boys          |
| 11   | CS    | Didier Drogba (C)  | 1978. március 11. (28 éves)    | 32   | Chelsea             |
| 12   | V     | Abdoulaye Méïté    | 1980. október 6. (25 éves)     | 18   | Marseille           |
| 13   | V     | Marco Zoro         | 1983. december 27. (22 éves)   | 13   | Messina             |
| 14   | CS    | Bakari Koné        | 1981. szeptember 17. (24 éves) | 16   | Nice                |
| 15   | CS    | Aruna Dindane      | 1980. november 26. (25 éves)   | 34   | Lens                |
| 16   | K     | Gérard Gnanhouan   | 1979. február 12. (27 éves)    | 6    | Montpellier         |
| 17   | V     | Cyril Domoraud     | 1971. július 22. (34 éves)     | 50   | Créteil             |
| 18   | KP    | Abdul Kader Keïta  | 1981. augusztus 6. (24 éves)   | 26   | Lille               |
| 19   | KP    | Yaya Touré         | 1983. március 13. (23 éves)    | 14   | Olimpiakosz         |
| 20   | V     | Guy Demel          | 1981. június 13. (24 éves)     | 7    | Hamburg             |
| 21   | V     | Emmanuel Eboué     | 1983. június 4. (23 éves)      | 11   | Arsenal             |
| 22   | KP    | Romaric            | 1983. június 4. (23 éves)      | 8    | Le Mans             |
| 23   | K     | Boubacar Barry     | 1979. december 20. (26 éves)   | 6    | Beveren             |

### Hollandia
Szövetségi kapitány:  Marco van Basten
| Szám | Poszt | Név                        | Születési dátum (Kor)          | Vál. | Klub              |
| ---- | ----- | -------------------------- | ------------------------------ | ---- | ----------------- |
| 1    | K     | Edwin van der Sar (C)      | 1970. október 29. (35 éves)    | 109  | Manchester United |
| 2    | V     | Kew Jaliens                | 1978. szeptember 15. (27 éves) | 1    | AZ                |
| 3    | V     | Khalid Boulahrouz          | 1981. december 28. (24 éves)   | 11   | Hamburg           |
| 4    | V     | Joris Mathijsen            | 1980. április 5. (26 éves)     | 8    | AZ                |
| 5    | V     | Giovanni van Bronckhorst   | 1975. február 5. (31 éves)     | 57   | Barcelona         |
| 6    | KP    | Denny Landzaat             | 1976. május 6. (30 éves)       | 23   | AZ                |
| 7    | CS    | Dirk Kuyt                  | 1980. július 22. (25 éves)     | 19   | Feyenoord         |
| 8    | KP    | Phillip Cocu               | 1970. október 29. (35 éves)    | 97   | PSV Eindhoven     |
| 9    | CS    | Ruud van Nistelrooy        | 1976. július 1. (29 éves)      | 51   | Manchester United |
| 10   | KP    | Rafael van der Vaart       | 1983. február 11. (23 éves)    | 35   | Hamburg           |
| 11   | KP    | Arjen Robben               | 1984. január 23. (22 éves)     | 20   | Chelsea           |
| 12   | V     | Jan Kromkamp               | 1980. augusztus 17. (25 éves)  | 11   | Liverpool         |
| 13   | V     | André Ooijer               | 1974. július 11. (31 éves)     | 19   | PSV Eindhoven     |
| 14   | V     | John Heitinga              | 1983. november 15. (22 éves)   | 18   | Ajax              |
| 15   | V     | Tim de Cler                | 1978. november 8. (27 éves)    | 3    | AZ                |
| 16   | KP    | Hedwiges Maduro            | 1985. február 13. (21 éves)    | 11   | Ajax              |
| 17   | CS    | Robin van Persie           | 1983. augusztus 6. (22 éves)   | 10   | Arsenal           |
| 18   | KP    | Mark van Bommel            | 1977. április 22. (29 éves)    | 37   | Barcelona         |
| 19   | CS    | Jan Vennegoor of Hesselink | 1978. november 7. (27 éves)    | 7    | PSV Eindhoven     |
| 20   | KP    | Wesley Sneijder            | 1984. június 9. (22 éves)      | 23   | Ajax              |
| 21   | CS    | Ryan Babel                 | 1986. december 19. (19 éves)   | 6    | Ajax              |
| 22   | K     | Henk Timmer                | 1971. december 3. (34 éves)    | 2    | AZ                |
| 23   | K     | Maarten Stekelenburg       | 1982. szeptember 22. (23 éves) | 2    | Ajax              |

### Szerbia és Montenegró
Szövetségi kapitány:  Ilija Petković
| Szám | Poszt | Név                | Születési dátum (Kor)          | Vál. | Klub                |
| ---- | ----- | ------------------ | ------------------------------ | ---- | ------------------- |
| 1    | K     | Dragoslav Jevrić   | 1974. július 8. (31 éves)      | 40   | Ankaraspor          |
| 2    | KP    | Ivan Ergić         | 1981. január 21. (25 éves)     | 1    | Basel               |
| 3    | V     | Ivica Dragutinović | 1975. november 13. (30 éves)   | 26   | Sevilla             |
| 4    | KP    | Igor Duljaj        | 1979. október 29. (26 éves)    | 37   | Sahtar Doneck       |
| 5    | V     | Nemanja Vidić      | 1981. október 21. (24 éves)    | 20   | Manchester United   |
| 6    | V     | Goran Gavrančić    | 1978. augusztus 2. (27 éves)   | 25   | Dinamo Kijiv        |
| 7    | KP    | Ognjen Koroman     | 1978. szeptember 19. (27 éves) | 25   | Portsmouth          |
| 8    | CS    | Mateja Kežman      | 1979. április 12. (27 éves)    | 47   | Atlético Madrid     |
| 9    | CS    | Savo Milošević (C) | 1973. szeptember 2. (32 éves)  | 98   | Osasuna             |
| 10   | KP    | Dejan Stanković    | 1978. szeptember 11. (27 éves) | 58   | Internazionale      |
| 11   | KP    | Predrag Đorđević   | 1972. augusztus 4. (33 éves)   | 34   | Olimpiakosz         |
| 12   | K     | Oliver Kovačević   | 1974. december 29. (31 éves)   | 3    | CSKA Sofia          |
| 13   | V     | Dušan Basta        | 1984. augusztus 18. (21 éves)  | 2    | Crvena Zvezda       |
| 14   | V     | Nenad Đorđević     | 1979. augusztus 7. (26 éves)   | 15   | Partizan            |
| 15   | V     | Milan Dudić        | 1979. november 1. (26 éves)    | 11   | Crvena Zvezda       |
| 16   | V     | Dušan Petković     | 1974. június 13. (31 éves)     | 12   | OFK Beograd         |
| 17   | KP    | Albert Nađ         | 1974. október 29. (31 éves)    | 42   | Partizan            |
| 18   | KP    | Zvonimir Vukić     | 1979. július 19. (26 éves)     | 25   | Sahtar Doneck       |
| 19   | CS    | Nikola Žigić       | 1980. szeptember 25. (25 éves) | 11   | Crvena Zvezda       |
| 20   | V     | Mladen Krstajić    | 1974. március 4. (32 éves)     | 45   | Schalke 04          |
| 21   | CS    | Danijel Ljuboja    | 1978. szeptember 4. (27 éves)  | 15   | Paris Saint-Germain |
| 22   | KP    | Saša Ilić          | 1977. december 30. (28 éves)   | 32   | Galatasaray SK      |
| 23   | K     | Vladimir Stojković | 1983. július 28. (22 éves)     | 0    | Crvena Zvezda       |

## D. csoport

### Angola
Szövetségi kapitány:  Luís Oliveira Gonçalves
| Szám | Poszt | Név          | Születési dátum (Kor)         | Vál. | Klub              |
| ---- | ----- | ------------ | ----------------------------- | ---- | ----------------- |
| 1    | K     | João Ricardo | 1970. január 7. (36 éves)     | 26   | Moreirense        |
| 2    | V     | Marco Airosa | 1984. augusztus 6. (21 éves)  | 2    | Barreirense       |
| 3    | V     | Jamba        | 1977. július 10. (28 éves)    | 35   | Aviação           |
| 4    | V     | Lebo Lebo    | 1977. május 29. (29 éves)     | 15   | Petro Atletico    |
| 5    | V     | Kali         | 1978. október 11. (27 éves)   | 21   | Barreirense       |
| 6    | KP    | Miloy        | 1981. május 27. (25 éves)     | 11   | InterClube        |
| 7    | KP    | Figueiredo   | 1972. november 28. (33 éves)  | 22   | Varzim            |
| 8    | KP    | André        | 1978. május 14. (28 éves)     | 33   | Al-Salmiya        |
| 9    | CS    | Mantorras    | 1982. március 18. (24 éves)   | 11   | Benfica           |
| 10   | CS    | Akwá (C)     | 1977. május 30. (29 éves)     | 77   | Al-Wakra          |
| 11   | CS    | Mateus       | 1984. június 19. (21 éves)    | 4    | Gil Vicente       |
| 12   | K     | Lamá         | 1981. február 1. (25 éves)    | 9    | Petro Atletico    |
| 13   | KP    | Édson        | 1980. február 3. (26 éves)    | 7    | Paços de Ferreira |
| 14   | KP    | Mendonça     | 1982. október 9. (23 éves)    | 34   | Varzim            |
| 15   | V     | Rui Marques  | 1977. szeptember 3. (28 éves) | 1    | Leeds United      |
| 16   | CS    | Flávio       | 1979. december 20. (26 éves)  | 46   | el-Ahlí           |
| 17   | KP    | Zé Kalanga   | 1983. október 12. (22 éves)   | 23   | Petro Atletico    |
| 18   | CS    | Love         | 1979. március 14. (27 éves)   | 35   | Aviação           |
| 19   | CS    | Titi Buengo  | 1980. február 11. (26 éves)   | 2    | Clermont Foot     |
| 20   | V     | Locó         | 1984. december 25. (21 éves)  | 11   | Primeiro Agosto   |
| 21   | V     | Delgado      | 1979. november 1. (26 éves)   | 17   | Petro Atletico    |
| 22   | K     | Mário        | 1985. június 1. (21 éves)     | 1    | InterClube        |
| 23   | V     | Marco Abreu  | 1974. december 8. (31 éves)   | 3    | Portimonense      |

### Irán
Szövetségi kapitány:  Branko Ivanković
| Szám | Poszt | Név                   | Születési dátum (Kor)          | Vál. | Klub           |
| ---- | ----- | --------------------- | ------------------------------ | ---- | -------------- |
| 1    | K     | Ebrahim Mirzapour     | 1978. szeptember 16. (27 éves) | 64   | Foolad         |
| 2    | KP    | Mehdi Mahdavikia      | 1977. július 24. (28 éves)     | 89   | Hamburg        |
| 3    | V     | Sohrab Bakhtiarizadeh | 1972. szeptember 11. (33 éves) | 31   | Saba Battery   |
| 4    | V     | Yahya Golmohammadi    | 1971. március 16. (35 éves)    | 69   | Saba Battery   |
| 5    | V     | Rahman Rezaei         | 1975. február 20. (31 éves)    | 43   | Messina        |
| 6    | KP    | Javad Nekounam        | 1980. szeptember 7. (25 éves)  | 71   | Al-Sharjah     |
| 7    | KP    | Ferydoon Zandi        | 1979. április 26. (27 éves)    | 10   | Kaiserslautern |
| 8    | KP    | Ali Karimi            | 1978. november 8. (27 éves)    | 90   | Bayern München |
| 9    | CS    | Vahid Hashemian       | 1976. július 21. (29 éves)     | 28   | Hannover 96    |
| 10   | CS    | Ali Daei (C)          | 1969. március 21. (37 éves)    | 147  | Saba Battery   |
| 11   | CS    | Rasoul Khatibi        | 1978. szeptember 22. (27 éves) | 12   | Sepahan FC     |
| 12   | K     | Hassan Roudbarian     | 1978. július 6. (27 éves)      | 3    | Pas            |
| 13   | V     | Hossein Kaebi         | 1985. szeptember 23. (20 éves) | 44   | Foolad         |
| 14   | KP    | Andranik Teymourian   | 1983. március 6. (23 éves)     | 7    | Abu Moslem     |
| 15   | CS    | Arash Borhani         | 1983. szeptember 14. (22 éves) | 20   | Pas            |
| 16   | CS    | Reza Enayati          | 1976. szeptember 23. (29 éves) | 15   | Esteghlal      |
| 17   | CS    | Javad Kazemian        | 1981. április 23. (25 éves)    | 25   | Persepolis     |
| 18   | KP    | Moharram Navidkia     | 1982. november 1. (23 éves)    | 24   | VfL Bochum     |
| 19   | V     | Amir Hossein Sadeghi  | 1981. szeptember 6. (24 éves)  | 1    | Esteghlal      |
| 20   | V     | Mohammad Nosrati      | 1982. január 10. (24 éves)     | 44   | Pas            |
| 21   | KP    | Mehrzad Madanchi      | 1985. január 10. (21 éves)     | 6    | Persepolis     |
| 22   | K     | Vahid Talebloo        | 1982. május 26. (24 éves)      | 1    | Esteghlal      |
| 23   | KP    | Masoud Shojaei        | 1984. június 9. (22 éves)      | 3    | Saipa          |

### Mexikó
Szövetségi kapitány:  Ricardo La Volpe
| Szám | Poszt | Név                        | Születési dátum (Kor)          | Vál. | Klub             |
| ---- | ----- | -------------------------- | ------------------------------ | ---- | ---------------- |
| 1    | K     | Oswaldo Sánchez            | 1973. szeptember 21. (32 éves) | 70   | Guadalajara      |
| 2    | V     | Claudio Suárez             | 1968. december 17. (37 éves)   | 178  | Chivas USA       |
| 3    | V     | Carlos Salcido             | 1980. április 2. (26 éves)     | 32   | Guadalajara      |
| 4    | V     | Rafael Márquez (C)         | 1979. február 13. (27 éves)    | 65   | Barcelona        |
| 5    | V     | Ricardo Osorio             | 1980. március 30. (26 éves)    | 39   | Cruz Azul        |
| 6    | KP    | Gerardo Torrado            | 1979. április 30. (27 éves)    | 56   | Cruz Azul        |
| 7    | KP    | Sinha                      | 1976. május 23. (30 éves)      | 32   | Toluca           |
| 8    | KP    | Pável Pardo                | 1976. július 26. (29 éves)     | 125  | América          |
| 9    | CS    | Jared Borgetti             | 1973. augusztus 14. (32 éves)  | 75   | Bolton Wanderers |
| 10   | CS    | Guillermo Franco           | 1976. november 3. (29 éves)    | 7    | Villarreal       |
| 11   | KP    | Ramón Morales              | 1975. október 10. (30 éves)    | 46   | Guadalajara      |
| 12   | K     | José de Jesús Corona       | 1981. január 26. (25 éves)     | 6    | Tecos UAG        |
| 13   | K     | Guillermo Ochoa            | 1985. július 13. (20 éves)     | 1    | América          |
| 14   | V     | Gonzalo Pineda             | 1982. október 19. (23 éves)    | 30   | Guadalajara      |
| 15   | V     | José Antonio Castro        | 1980. augusztus 11. (25 éves)  | 12   | América          |
| 16   | V     | Mario Méndez               | 1979. június 1. (27 éves)      | 32   | Monterrey        |
| 17   | CS    | Francisco Fonseca          | 1979. október 2. (26 éves)     | 29   | Cruz Azul        |
| 18   | KP    | Andrés Guardado            | 1986. szeptember 28. (19 éves) | 7    | Atlas            |
| 19   | CS    | Omar Bravo                 | 1980. március 4. (26 éves)     | 33   | Guadalajara      |
| 20   | KP    | Rafael García              | 1974. augusztus 14. (31 éves)  | 52   | Atlas            |
| 21   | KP    | Jesús Arellano             | 1973. május 8. (33 éves)       | 69   | Monterrey        |
| 22   | V     | Francisco Javier Rodríguez | 1981. október 20. (24 éves)    | 32   | Guadalajara      |
| 23   | KP    | Luis Ernesto Pérez         | 1981. január 12. (25 éves)     | 52   | Monterrey        |

### Portugália
Szövetségi kapitány:  Luiz Felipe Scolari
| Szám | Poszt | Név               | Születési dátum (Kor)          | Vál. | Klub                |
| ---- | ----- | ----------------- | ------------------------------ | ---- | ------------------- |
| 1    | K     | Ricardo           | 1976. február 11. (30 éves)    | 49   | Sporting CP         |
| 2    | V     | Paulo Ferreira    | 1979. január 18. (27 éves)     | 30   | Chelsea             |
| 3    | V     | Marco Caneira     | 1979. február 9. (27 éves)     | 14   | Valencia            |
| 4    | V     | Ricardo Costa     | 1981. május 16. (25 éves)      | 3    | Porto               |
| 5    | V     | Fernando Meira    | 1978. június 5. (28 éves)      | 30   | VfB Stuttgart       |
| 6    | KP    | Costinha          | 1974. december 1. (31 éves)    | 44   | Dinamo Moszkva      |
| 7    | KP    | Luís Figo (C)     | 1972. november 4. (33 éves)    | 120  | Internazionale      |
| 8    | KP    | Petit             | 1976. szeptember 25. (29 éves) | 36   | Benfica             |
| 9    | CS    | Pauleta           | 1973. április 28. (33 éves)    | 82   | Paris Saint-Germain |
| 10   | KP    | Hugo Viana        | 1983. január 15. (23 éves)     | 21   | Valencia            |
| 11   | CS    | Simão             | 1979. október 31. (26 éves)    | 43   | Benfica             |
| 12   | K     | Quim              | 1975. november 13. (30 éves)   | 24   | Benfica             |
| 13   | V     | Miguel            | 1980. január 4. (26 éves)      | 28   | Valencia            |
| 14   | V     | Nuno Valente      | 1974. szeptember 12. (31 éves) | 23   | Everton             |
| 15   | CS    | Luís Boa Morte    | 1977. augusztus 4. (28 éves)   | 24   | Fulham              |
| 16   | V     | Ricardo Carvalho  | 1978. május 18. (28 éves)      | 24   | Chelsea             |
| 17   | CS    | Cristiano Ronaldo | 1985. február 5. (21 éves)     | 32   | Manchester United   |
| 18   | KP    | Maniche           | 1977. november 11. (28 éves)   | 31   | Dinamo Moszkva      |
| 19   | KP    | Tiago             | 1981. május 3. (25 éves)       | 22   | Lyon                |
| 20   | KP    | Deco              | 1977. augusztus 27. (28 éves)  | 35   | Barcelona           |
| 21   | CS    | Nuno Gomes        | 1976. július 5. (29 éves)      | 53   | Benfica             |
| 22   | K     | Paulo Santos      | 1972. december 11. (33 éves)   | 1    | Braga               |
| 23   | CS    | Hélder Postiga    | 1982. augusztus 2. (23 éves)   | 24   | Porto               |

## E. csoport

### Csehország
Szövetségi kapitány:  Karel Brückner
| Szám | Poszt | Név               | Születési dátum (Kor)          | Vál. | Klub                     |
| ---- | ----- | ----------------- | ------------------------------ | ---- | ------------------------ |
| 1    | K     | Petr Čech         | 1982. május 20. (24 éves)      | 41   | Chelsea                  |
| 2    | V     | Zdeněk Grygera    | 1980. május 14. (26 éves)      | 41   | Ajax                     |
| 3    | V     | Pavel Mareš       | 1976. január 18. (30 éves)     | 10   | Zenyit Szankt-Petyerburg |
| 4    | KP    | Tomáš Galásek (C) | 1973. január 15. (33 éves)     | 49   | Ajax                     |
| 5    | V     | Radoslav Kováč    | 1979. november 11. (26 éves)   | 6    | Szpartak Moszkva         |
| 6    | V     | Marek Jankulovski | 1977. május 9. (29 éves)       | 48   | Milan                    |
| 7    | KP    | Libor Sionko      | 1977. február 1. (29 éves)     | 17   | Austria Wien             |
| 8    | KP    | Karel Poborský    | 1972. március 30. (34 éves)    | 115  | Dinamo České Budějovice  |
| 9    | CS    | Jan Koller        | 1973. március 30. (33 éves)    | 68   | Borussia Dortmund        |
| 10   | KP    | Tomáš Rosický     | 1980. október 4. (25 éves)     | 54   | Borussia Dortmund        |
| 11   | KP    | Pavel Nedvěd      | 1972. augusztus 30. (33 éves)  | 87   | Juventus                 |
| 12   | CS    | Vratislav Lokvenc | 1973. szeptember 27. (32 éves) | 72   | Red Bull Salzburg        |
| 13   | V     | Martin Jiránek    | 1979. május 25. (27 éves)      | 24   | Szpartak Moszkva         |
| 14   | KP    | David Jarolím     | 1979. május 17. (27 éves)      | 3    | Hamburg                  |
| 15   | CS    | Milan Baroš       | 1981. október 28. (24 éves)    | 49   | Aston Villa              |
| 16   | K     | Jaromír Blažek    | 1972. december 29. (33 éves)   | 11   | Sparta Praha             |
| 17   | CS    | Jiří Štajner      | 1976. május 27. (30 éves)      | 21   | Hannover 96              |
| 18   | CS    | Marek Heinz       | 1977. augusztus 4. (28 éves)   | 28   | Galatasaray SK           |
| 19   | KP    | Jan Polák         | 1981. március 14. (25 éves)    | 18   | 1. FC Nürnberg           |
| 20   | KP    | Jaroslav Plašil   | 1982. január 5. (24 éves)      | 14   | Monaco                   |
| 21   | V     | Tomáš Ujfaluši    | 1978. március 24. (28 éves)    | 48   | Fiorentina               |
| 22   | V     | David Rozehnal    | 1980. július 5. (25 éves)      | 22   | Paris Saint-Germain      |
| 23   | K     | Antonín Kinský    | 1975. május 31. (31 éves)      | 5    | Szaturn Ramenszkoje      |

### Ghána
Szövetségi kapitány:  Ratomir Dujković
| Szám | Poszt | Név                | Születési dátum (Kor)         | Vál. | Klub              |
| ---- | ----- | ------------------ | ----------------------------- | ---- | ----------------- |
| 1    | K     | Sammy Adjei        | 1980. szeptember 1. (25 éves) | 31   | Asdód             |
| 2    | V     | Hans Sarpei        | 1976. június 28. (29 éves)    | 7    | Wolfsburg         |
| 3    | CS    | Asamoah Gyan       | 1985. november 22. (20 éves)  | 13   | Udinese           |
| 4    | V     | Samuel Kuffour     | 1976. szeptember 3. (29 éves) | 58   | Roma              |
| 5    | V     | John Mensah        | 1982. november 29. (23 éves)  | 33   | Rennes            |
| 6    | V     | Emmanuel Pappoe    | 1981. március 3. (25 éves)    | 27   | Hapóél Kfar Saba  |
| 7    | V     | Illiasu Shilla     | 1982. október 26. (23 éves)   | 2    | Asante Kotoko     |
| 8    | KP    | Michael Essien     | 1982. december 3. (23 éves)   | 17   | Chelsea           |
| 9    | V     | Derek Boateng      | 1983. május 2. (23 éves)      | 11   | AIK               |
| 10   | KP    | Stephen Appiah (C) | 1980. december 24. (25 éves)  | 42   | Fenerbahçe        |
| 11   | KP    | Sulley Muntari     | 1984. augusztus 27. (21 éves) | 16   | Udinese           |
| 12   | CS    | Alex Tachie-Mensah | 1977. február 15. (29 éves)   | 5    | St. Gallen        |
| 13   | V     | Habib Mohamed      | 1983. december 10. (22 éves)  | 1    | King Faisal Babes |
| 14   | CS    | Matthew Amoah      | 1980. október 24. (25 éves)   | 16   | Borussia Dortmund |
| 15   | V     | John Paintsil      | 1981. június 15. (24 éves)    | 21   | Hapóél Tel-Aviv   |
| 16   | K     | George Owu         | 1982. június 17. (23 éves)    | 6    | Ashanti Gold      |
| 17   | V     | Daniel Quaye       | 1980. december 25. (25 éves)  | 7    | Hearts of Oak     |
| 18   | KP    | Eric Addo          | 1978. november 12. (27 éves)  | 6    | PSV Eindhoven     |
| 19   | CS    | Razak Pimpong      | 1982. december 30. (23 éves)  | 4    | København         |
| 20   | KP    | Otto Addo          | 1975. június 9. (31 éves)     | 13   | Mainz 05          |
| 21   | V     | Issah Ahmed        | 1982. május 24. (24 éves)     | 10   | Randers           |
| 22   | K     | Richard Kingson    | 1978. június 13. (27 éves)    | 33   | Ankaraspor        |
| 23   | KP    | Haminu Dramani     | 1986. április 1. (20 éves)    | 7    | Crvena Zvezda     |

### Olaszország
Szövetségi kapitány:  Marcello Lippi
| Szám | Poszt | Név                  | Születési dátum (Kor)          | Vál. | Klub           |
| ---- | ----- | -------------------- | ------------------------------ | ---- | -------------- |
| 1    | K     | Gianluigi Buffon     | 1978. január 28. (28 éves)     | 60   | Juventus       |
| 2    | V     | Cristian Zaccardo    | 1981. december 21. (24 éves)   | 12   | Palermo        |
| 3    | V     | Fabio Grosso         | 1977. november 28. (28 éves)   | 17   | Palermo        |
| 4    | KP    | Daniele De Rossi     | 1983. július 24. (22 éves)     | 17   | Roma           |
| 5    | V     | Fabio Cannavaro (C)  | 1973. szeptember 13. (32 éves) | 93   | Juventus       |
| 6    | V     | Andrea Barzagli      | 1981. május 8. (25 éves)       | 8    | Palermo        |
| 7    | CS    | Alessandro Del Piero | 1974. november 9. (31 éves)    | 74   | Juventus       |
| 8    | KP    | Gennaro Gattuso      | 1978. január 9. (28 éves)      | 43   | Milan          |
| 9    | CS    | Luca Toni            | 1977. május 26. (29 éves)      | 18   | Fiorentina     |
| 10   | CS    | Francesco Totti      | 1976. szeptember 27. (29 éves) | 51   | Roma           |
| 11   | CS    | Alberto Gilardino    | 1982. július 5. (23 éves)      | 15   | Milan          |
| 12   | K     | Angelo Peruzzi       | 1970. február 16. (36 éves)    | 31   | Lazio          |
| 13   | V     | Alessandro Nesta     | 1976. március 19. (30 éves)    | 74   | Milan          |
| 14   | K     | Marco Amelia         | 1982. április 2. (24 éves)     | 1    | Livorno        |
| 15   | CS    | Vincenzo Iaquinta    | 1979. november 21. (26 éves)   | 12   | Udinese        |
| 16   | KP    | Mauro Camoranesi     | 1976. október 4. (29 éves)     | 21   | Juventus       |
| 17   | KP    | Simone Barone        | 1978. április 30. (28 éves)    | 13   | Palermo        |
| 18   | CS    | Filippo Inzaghi      | 1973. augusztus 9. (32 éves)   | 49   | Milan          |
| 19   | V     | Gianluca Zambrotta   | 1977. február 19. (29 éves)    | 52   | Juventus       |
| 20   | KP    | Simone Perrotta      | 1977. szeptember 17. (28 éves) | 24   | Roma           |
| 21   | KP    | Andrea Pirlo         | 1979. május 19. (27 éves)      | 24   | Milan          |
| 22   | V     | Massimo Oddo         | 1976. június 14. (29 éves)     | 20   | Lazio          |
| 23   | V     | Marco Materazzi      | 1973. augusztus 19. (32 éves)  | 28   | Internazionale |

### Amerikai Egyesült Államok
Szövetségi kapitány:  Bruce Arena
| Szám | Poszt | Név               | Születési dátum (Kor)         | Vál. | Klub                     |
| ---- | ----- | ----------------- | ----------------------------- | ---- | ------------------------ |
| 1    | K     | Tim Howard        | 1979. március 6. (27 éves)    | 16   | Manchester United        |
| 2    | V     | Chris Albright    | 1979. január 14. (27 éves)    | 20   | LA Galaxy                |
| 3    | V     | Carlos Bocanegra  | 1979. május 25. (27 éves)     | 40   | Fulham                   |
| 4    | KP    | Pablo Mastroeni   | 1976. augusztus 26. (29 éves) | 48   | Colorado Rapids          |
| 5    | KP    | John O’Brien      | 1977. augusztus 29. (28 éves) | 31   | Chivas USA               |
| 6    | V     | Steve Cherundolo  | 1979. február 19. (27 éves)   | 35   | Hannover 96              |
| 7    | KP    | Eddie Lewis       | 1974. május 17. (32 éves)     | 69   | Leeds United             |
| 8    | KP    | Clint Dempsey     | 1983. március 9. (23 éves)    | 21   | New England Revolution   |
| 9    | CS    | Eddie Johnson     | 1984. március 31. (22 éves)   | 18   | Kansas City Wizards      |
| 10   | KP    | Claudio Reyna (C) | 1973. július 20. (32 éves)    | 109  | Manchester City          |
| 11   | CS    | Brian Ching       | 1978. május 24. (28 éves)     | 20   | Houston Dynamo           |
| 12   | V     | Gregg Berhalter   | 1973. augusztus 1. (32 éves)  | 44   | Energie Cottbus          |
| 13   | V     | Jimmy Conrad      | 1977. február 12. (29 éves)   | 15   | Kansas City Wizards      |
| 14   | KP    | Ben Olsen         | 1977. május 3. (29 éves)      | 34   | D.C. United              |
| 15   | KP    | Bobby Convey      | 1983. május 27. (23 éves)     | 39   | Reading                  |
| 16   | CS    | Josh Wolff        | 1977. február 25. (29 éves)   | 47   | Kansas City Wizards      |
| 17   | KP    | DaMarcus Beasley  | 1982. május 24. (24 éves)     | 58   | PSV Eindhoven            |
| 18   | K     | Kasey Keller      | 1969. november 29. (36 éves)  | 93   | Borussia Mönchengladbach |
| 19   | K     | Marcus Hahnemann  | 1972. június 15. (33 éves)    | 6    | Reading                  |
| 20   | CS    | Brian McBride     | 1972. június 19. (33 éves)    | 92   | Fulham                   |
| 21   | CS    | Landon Donovan    | 1982. március 4. (24 éves)    | 81   | LA Galaxy                |
| 22   | V     | Oguchi Onyewu     | 1982. május 13. (24 éves)     | 14   | Standard Liège           |
| 23   | V     | Eddie Pope        | 1973. december 24. (32 éves)  | 80   | Real Salt Lake           |

## F. csoport

### Ausztrália
Szövetségi kapitány:  Guus Hiddink
| Szám | Poszt | Név                | Születési dátum (Kor)          | Vál. | Klub                   |
| ---- | ----- | ------------------ | ------------------------------ | ---- | ---------------------- |
| 1    | K     | Mark Schwarzer     | 1972. október 6. (33 éves)     | 37   | Middlesbrough          |
| 2    | V     | Lucas Neill        | 1978. március 9. (28 éves)     | 25   | Blackburn Rovers       |
| 3    | V     | Craig Moore        | 1975. december 12. (30 éves)   | 33   | Newcastle United       |
| 4    | KP    | Tim Cahill         | 1979. december 6. (26 éves)    | 16   | Everton                |
| 5    | KP    | Jason Čulina       | 1980. augusztus 5. (25 éves)   | 13   | PSV Eindhoven          |
| 6    | V     | Tony Popovic       | 1973. július 4. (32 éves)      | 56   | Crystal Palace         |
| 7    | V     | Brett Emerton      | 1979. február 22. (27 éves)    | 48   | Blackburn Rovers       |
| 8    | KP    | Josip Skoko        | 1975. december 10. (30 éves)   | 46   | Wigan Athletic         |
| 9    | CS    | Mark Viduka (C)    | 1975. október 9. (30 éves)     | 33   | Middlesbrough          |
| 10   | CS    | Harry Kewell       | 1978. szeptember 22. (27 éves) | 20   | Liverpool              |
| 11   | V     | Stan Lazaridis     | 1972. augusztus 16. (33 éves)  | 59   | Birmingham             |
| 12   | K     | Ante Čović         | 1975. június 13. (30 éves)     | 1    | Hammarby               |
| 13   | KP    | Vince Grella       | 1979. október 5. (26 éves)     | 17   | Parma                  |
| 14   | KP    | Scott Chipperfield | 1975. december 30. (30 éves)   | 46   | Basel                  |
| 15   | CS    | John Aloisi        | 1976. február 5. (30 éves)     | 41   | Alavés                 |
| 16   | V     | Michael Beauchamp  | 1981. március 8. (25 éves)     | 2    | Central Coast Mariners |
| 17   | CS    | Archie Thompson    | 1978. október 23. (27 éves)    | 20   | Melbourne Victory      |
| 18   | K     | Željko Kalac       | 1972. december 16. (33 éves)   | 52   | Milan                  |
| 19   | CS    | Joshua Kennedy     | 1982. augusztus 20. (23 éves)  | 1    | Dynamo Dresden         |
| 20   | V     | Luke Wilkshire     | 1981. október 2. (24 éves)     | 8    | Bristol City           |
| 21   | KP    | Mile Sterjovski    | 1979. május 27. (27 éves)      | 22   | Basel                  |
| 22   | V     | Mark Milligan      | 1985. augusztus 4. (20 éves)   | 1    | Sydney FC              |
| 23   | KP    | Mark Bresciano     | 1980. február 11. (26 éves)    | 24   | Parma                  |

### Brazília
Szövetségi kapitány:  Carlos Alberto Parreira
| Szám | Poszt | Név            | Születési dátum (Kor)          | Vál. | Klub             |
| ---- | ----- | -------------- | ------------------------------ | ---- | ---------------- |
| 1    | K     | Dida           | 1973. október 7. (32 éves)     | 86   | Milan            |
| 2    | V     | Cafu (C)       | 1970. június 7. (36 éves)      | 138  | Milan            |
| 3    | V     | Lúcio          | 1978. május 8. (28 éves)       | 50   | Bayern München   |
| 4    | V     | Juan           | 1979. február 1. (27 éves)     | 38   | Bayer Leverkusen |
| 5    | KP    | Emerson        | 1976. április 4. (30 éves)     | 70   | Juventus         |
| 6    | V     | Roberto Carlos | 1973. április 10. (33 éves)    | 121  | Real Madrid      |
| 7    | CS    | Adriano        | 1982. február 17. (24 éves)    | 32   | Internazionale   |
| 8    | KP    | Kaká           | 1982. április 22. (24 éves)    | 38   | Milan            |
| 9    | CS    | Ronaldo        | 1976. szeptember 22. (29 éves) | 92   | Real Madrid      |
| 10   | KP    | Ronaldinho     | 1980. március 21. (26 éves)    | 63   | Barcelona        |
| 11   | KP    | Zé Roberto     | 1974. július 6. (31 éves)      | 79   | Bayern München   |
| 12   | K     | Rogério Ceni   | 1973. január 22. (33 éves)     | 15   | São Paulo        |
| 13   | V     | Cicinho        | 1980. június 24. (25 éves)     | 10   | Real Madrid      |
| 14   | V     | Luisão         | 1981. február 13. (25 éves)    | 19   | Benfica          |
| 15   | V     | Cris           | 1977. június 3. (29 éves)      | 16   | Lyon             |
| 16   | V     | Gilberto       | 1976. április 25. (30 éves)    | 9    | Hertha BSC       |
| 17   | KP    | Gilberto Silva | 1976. október 7. (29 éves)     | 36   | Arsenal          |
| 18   | KP    | Mineiro        | 1975. augusztus 2. (30 éves)   | 2    | São Paulo        |
| 19   | KP    | Juninho        | 1975. január 30. (31 éves)     | 37   | Lyon             |
| 20   | KP    | Ricardinho     | 1976. május 23. (30 éves)      | 19   | Corinthians      |
| 21   | CS    | Fred           | 1983. október 3. (22 éves)     | 3    | Lyon             |
| 22   | K     | Júlio César    | 1979. szeptember 3. (26 éves)  | 11   | Internazionale   |
| 23   | CS    | Robinho        | 1984. január 25. (22 éves)     | 23   | Real Madrid      |

### Horvátország
Szövetségi kapitány:  Zlatko Kranjčar
| Szám | Poszt | Név             | Születési dátum (Kor)          | Vál. | Klub             |
| ---- | ----- | --------------- | ------------------------------ | ---- | ---------------- |
| 1    | K     | Stipe Pletikosa | 1979. január 8. (27 éves)      | 50   | Sahtar Doneck    |
| 2    | KP    | Darijo Srna     | 1982. május 1. (24 éves)       | 36   | Sahtar Doneck    |
| 3    | V     | Josip Šimunić   | 1978. február 18. (28 éves)    | 42   | Hertha BSC       |
| 4    | V     | Robert Kovač    | 1974. április 6. (32 éves)     | 56   | Juventus         |
| 5    | V     | Igor Tudor      | 1978. április 16. (28 éves)    | 52   | Juventus         |
| 6    | KP    | Jurica Vranješ  | 1980. január 30. (26 éves)     | 24   | Werder Bremen    |
| 7    | V     | Dario Šimić     | 1975. november 12. (30 éves)   | 80   | Milan            |
| 8    | KP    | Marko Babić     | 1981. január 28. (25 éves)     | 33   | Bayer Leverkusen |
| 9    | CS    | Dado Pršo       | 1974. november 5. (31 éves)    | 29   | Rangers          |
| 10   | KP    | Niko Kovač (C)  | 1971. október 15. (34 éves)    | 58   | Hertha BSC       |
| 11   | V     | Mario Tokić     | 1975. június 23. (30 éves)     | 28   | Austria Wien     |
| 12   | K     | Joey Didulica   | 1977. október 14. (28 éves)    | 4    | Austria Wien     |
| 13   | V     | Stjepan Tomas   | 1976. március 6. (30 éves)     | 48   | Galatasaray SK   |
| 14   | KP    | Luka Modrić     | 1985. szeptember 9. (20 éves)  | 5    | Dinamo Zagreb    |
| 15   | KP    | Ivan Leko       | 1978. február 7. (28 éves)     | 13   | Club Brugge      |
| 16   | KP    | Jerko Leko      | 1980. április 9. (26 éves)     | 36   | Dinamo Kijiv     |
| 17   | CS    | Ivan Klasnić    | 1980. január 29. (26 éves)     | 20   | Werder Bremen    |
| 18   | CS    | Ivica Olić      | 1979. szeptember 14. (26 éves) | 36   | CSZKA Moszkva    |
| 19   | KP    | Niko Kranjčar   | 1984. augusztus 13. (21 éves)  | 21   | Hajduk Split     |
| 20   | KP    | Anthony Šerić   | 1979. január 15. (27 éves)     | 14   | Panathinaikos    |
| 21   | CS    | Boško Balaban   | 1978. október 15. (27 éves)    | 27   | Club Brugge      |
| 22   | CS    | Ivan Bošnjak    | 1979. február 6. (27 éves)     | 13   | Dinamo Zagreb    |
| 23   | K     | Tomislav Butina | 1974. március 30. (32 éves)    | 28   | Club Brugge      |

### Japán
Szövetségi kapitány:  Zico
| Szám | Poszt | Név                    | Születési dátum (Kor)          | Vál. | Klub                 |
| ---- | ----- | ---------------------- | ------------------------------ | ---- | -------------------- |
| 1    | K     | Narazaki Szeigó        | 1976. április 15. (30 éves)    | 50   | Nagoja Grampus Eight |
| 2    | V     | Moniva Terujuki        | 1981. szeptember 8. (24 éves)  | 8    | FC Tokió             |
| 3    | V     | Komano Júicsi          | 1981. július 25. (24 éves)     | 8    | Sanfrecce Hirosima   |
| 4    | KP    | Endó Jaszuhito         | 1980. január 28. (26 éves)     | 40   | Gamba Oszaka         |
| 5    | V     | Mijamoto Cunejaszu (C) | 1977. február 7. (29 éves)     | 69   | Gamba Oszaka         |
| 6    | V     | Nakata Kódzsi          | 1979. július 9. (26 éves)      | 55   | Basel                |
| 7    | KP    | Nakata Hidetosi        | 1977. január 22. (29 éves)     | 74   | Fiorentina           |
| 8    | KP    | Ogaszavara Micuo       | 1979. április 5. (27 éves)     | 51   | Kasima Antlers       |
| 9    | CS    | Takahara Naohiro       | 1979. június 4. (27 éves)      | 41   | Hamburg              |
| 10   | KP    | Nakamura Sunszuke      | 1978. június 24. (27 éves)     | 60   | Celtic               |
| 11   | CS    | Maki Szeiicsiró        | 1980. augusztus 7. (25 éves)   | 10   | JEF United           |
| 12   | K     | Doi Jóicsi             | 1973. július 25. (32 éves)     | 4    | FC Tokió             |
| 13   | CS    | Janagiszava Acusi      | 1977. május 27. (29 éves)      | 56   | Kasima Antlers       |
| 14   | V     | Alex                   | 1977. július 20. (28 éves)     | 72   | Urava Red Diamonds   |
| 15   | KP    | Fukunisi Takasi        | 1976. szeptember 1. (29 éves)  | 62   | Júbilo Ivata         |
| 16   | CS    | Óguro Maszasi          | 1980. május 4. (26 éves)       | 18   | Grenoble             |
| 17   | KP    | Inamoto Dzsunicsi      | 1979. szeptember 18. (26 éves) | 63   | West Bromwich Albion |
| 18   | KP    | Ono Sindzsi            | 1979. szeptember 27. (26 éves) | 54   | Urava Red Diamonds   |
| 19   | V     | Cuboi Keiszuke         | 1979. szeptember 16. (26 éves) | 33   | Urava Red Diamonds   |
| 20   | CS    | Tamada Keidzsi         | 1980. április 11. (26 éves)    | 39   | Nagoja Grampus Eight |
| 21   | V     | Kadzsi Akira           | 1980. január 13. (26 éves)     | 43   | Gamba Oszaka         |
| 22   | V     | Nakazava Júdzsi        | 1978. február 25. (28 éves)    | 50   | Jokohama F. Marinos  |
| 23   | K     | Kavagucsi Josikacu     | 1975. augusztus 15. (30 éves)  | 89   | Júbilo Ivata         |

## G. csoport

### Franciaország
Szövetségi kapitány:  Raymond Domenech
| Szám | Poszt | Név                 | Születési dátum (Kor)          | Vál. | Klub                |
| ---- | ----- | ------------------- | ------------------------------ | ---- | ------------------- |
| 1    | K     | Mickaël Landreau    | 1979. május 14. (27 éves)      | 3    | Nantes              |
| 2    | V     | Jean-Alain Boumsong | 1979. december 14. (26 éves)   | 19   | Newcastle United    |
| 3    | V     | Éric Abidal         | 1979. szeptember 11. (26 éves) | 8    | Lyon                |
| 4    | KP    | Patrick Vieira      | 1976. június 23. (29 éves)     | 87   | Juventus            |
| 5    | V     | William Gallas      | 1977. augusztus 17. (28 éves)  | 40   | Chelsea             |
| 6    | KP    | Claude Makélélé     | 1973. február 18. (33 éves)    | 43   | Chelsea             |
| 7    | KP    | Florent Malouda     | 1980. június 13. (25 éves)     | 13   | Lyon                |
| 8    | KP    | Vikash Dhorasoo     | 1973. október 10. (32 éves)    | 16   | Paris Saint-Germain |
| 9    | CS    | Sidney Govou        | 1979. július 27. (26 éves)     | 19   | Lyon                |
| 10   | KP    | Zinédine Zidane (C) | 1972. június 23. (33 éves)     | 102  | Real Madrid         |
| 11   | CS    | Sylvain Wiltord     | 1974. május 10. (32 éves)      | 80   | Lyon                |
| 12   | CS    | Thierry Henry       | 1977. augusztus 17. (28 éves)  | 78   | Arsenal             |
| 13   | V     | Mikaël Silvestre    | 1977. augusztus 9. (28 éves)   | 39   | Manchester United   |
| 14   | CS    | Louis Saha          | 1978. augusztus 8. (27 éves)   | 9    | Manchester United   |
| 15   | V     | Lilian Thuram       | 1972. január 1. (34 éves)      | 114  | Juventus            |
| 16   | K     | Fabien Barthez      | 1971. június 28. (34 éves)     | 80   | Marseille           |
| 17   | V     | Gaël Givet          | 1981. október 9. (24 éves)     | 11   | Monaco              |
| 18   | KP    | Alou Diarra         | 1981. július 15. (24 éves)     | 9    | Lens                |
| 19   | V     | Willy Sagnol        | 1977. március 18. (29 éves)    | 38   | Bayern München      |
| 20   | CS    | David Trezeguet     | 1977. október 15. (28 éves)    | 63   | Juventus            |
| 21   | V     | Pascal Chimbonda    | 1979. február 21. (27 éves)    | 1    | Wigan Athletic      |
| 22   | KP    | Franck Ribéry       | 1983. április 7. (23 éves)     | 3    | Marseille           |
| 23   | K     | Grégory Coupet      | 1972. december 31. (33 éves)   | 18   | Lyon                |

### Dél-Korea
Szövetségi kapitány:  Dick Advocaat
| Szám | Poszt | Név             | Születési dátum (Kor)         | Vál. | Klub                     |
| ---- | ----- | --------------- | ----------------------------- | ---- | ------------------------ |
| 1    | K     | I Undzse (C)    | 1973. április 26. (33 éves)   | 97   | Szuvon Samsung Bluewings |
| 2    | V     | Kim Jongcshol   | 1976. június 30. (29 éves)    | 12   | Szongnam Ilhva Cshonma   |
| 3    | V     | Kim Dongdzsin   | 1982. január 29. (24 éves)    | 34   | FC Szöul                 |
| 4    | V     | Cshö Dzsincshol | 1971. március 26. (35 éves)   | 62   | Jeonbuk Hyundai Motors   |
| 5    | KP    | Kim Namil       | 1977. március 14. (29 éves)   | 66   | Szuvon Samsung Bluewings |
| 6    | V     | Kim Dzsingju    | 1985. február 16. (21 éves)   | 23   | Júbilo Ivata             |
| 7    | KP    | Pak Csiszong    | 1981. február 25. (25 éves)   | 60   | Manchester United        |
| 8    | KP    | Kim Duhjon      | 1982. július 14. (23 éves)    | 32   | Szongnam Ilhva Cshonma   |
| 9    | CS    | An Dzsonghvan   | 1976. január 27. (30 éves)    | 61   | MSV Duisburg             |
| 10   | CS    | Pak Csujong     | 1985. július 10. (20 éves)    | 18   | FC Szöul                 |
| 11   | CS    | Szol Kihjon     | 1979. január 8. (27 éves)     | 67   | Wolverhampton Wanderers  |
| 12   | V     | I Jongphjo      | 1977. április 23. (29 éves)   | 85   | Tottenham Hotspur        |
| 13   | KP    | I Uljong        | 1975. szeptember 8. (30 éves) | 47   | Trabzonspor              |
| 14   | CS    | I Cshonszu      | 1981. július 9. (24 éves)     | 62   | Ulsan Hyundai Horangi    |
| 15   | KP    | Pek Csihun      | 1985. február 28. (21 éves)   | 12   | FC Szöul                 |
| 16   | CS    | Csong Gjongho   | 1980. május 22. (26 éves)     | 40   | Kimcshon Szangmu Phoenix |
| 17   | KP    | I Ho            | 1984. december 22. (21 éves)  | 11   | Ulsan Hyundai Horangi    |
| 18   | V     | Kim Szangszik   | 1976. december 17. (29 éves)  | 42   | Szongnam Ilhva Cshonma   |
| 19   | CS    | Cso Dzsedzsin   | 1981. július 9. (24 éves)     | 21   | Simizu S-Pulse           |
| 20   | K     | Kim Jongde      | 1979. október 11. (26 éves)   | 15   | Szongnam Ilhva Cshonma   |
| 21   | K     | Kim Jonggvang   | 1983. június 28. (22 éves)    | 6    | Csonnam Dragons          |
| 22   | V     | Szong Dzsongguk | 1979. február 20. (27 éves)   | 51   | Szuvon Samsung Bluewings |
| 23   | KP    | Cso Vonhi       | 1983. április 17. (23 éves)   | 13   | Szuvon Samsung Bluewings |

### Svájc
Szövetségi kapitány:  Köbi Kuhn
| Szám | Poszt | Név                 | Születési dátum (Kor)         | Vál. | Klub                |
| ---- | ----- | ------------------- | ----------------------------- | ---- | ------------------- |
| 1    | K     | Pascal Zuberbühler  | 1971. január 8. (35 éves)     | 40   | Basel               |
| 2    | KP    | Johan Djourou       | 1987. január 18. (19 éves)    | 2    | Arsenal             |
| 3    | V     | Ludovic Magnin      | 1979. április 20. (27 éves)   | 30   | VfB Stuttgart       |
| 4    | V     | Philippe Senderos   | 1985. február 14. (21 éves)   | 12   | Arsenal             |
| 5    | KP    | Xavier Margairaz    | 1984. január 17. (22 éves)    | 3    | Zürich              |
| 6    | KP    | Johann Vogel (C)    | 1977. március 8. (29 éves)    | 85   | Milan               |
| 7    | KP    | Ricardo Cabanas     | 1979. január 17. (27 éves)    | 37   | 1. FC Köln          |
| 8    | V     | Raphaël Wicky       | 1977. április 26. (29 éves)   | 67   | Hamburg             |
| 9    | CS    | Alexander Frei      | 1979. július 15. (26 éves)    | 45   | Rennes              |
| 10   | CS    | Daniel Gygax        | 1981. augusztus 28. (24 éves) | 22   | Lille               |
| 11   | CS    | Marco Streller      | 1981. június 18. (24 éves)    | 10   | 1. FC Köln          |
| 12   | K     | Diego Benaglio      | 1983. július 8. (22 éves)     | 1    | Nacional            |
| 13   | V     | Stéphane Grichting  | 1979. március 30. (27 éves)   | 6    | Auxerre             |
| 14   | KP    | David Degen         | 1983. február 15. (23 éves)   | 3    | Basel               |
| 15   | KP    | Blerim Džemaili     | 1986. április 12. (20 éves)   | 3    | Zürich              |
| 16   | KP    | Tranquillo Barnetta | 1985. május 22. (21 éves)     | 13   | Bayer Leverkusen    |
| 17   | V     | Christoph Spycher   | 1978. március 30. (28 éves)   | 21   | Eintracht Frankfurt |
| 18   | CS    | Mauro Lustrinelli   | 1976. február 26. (30 éves)   | 5    | Sparta Praha        |
| 19   | KP    | Valon Behrami       | 1985. április 19. (21 éves)   | 6    | Lazio               |
| 20   | V     | Patrick Müller      | 1976. december 17. (29 éves)  | 64   | Lyon                |
| 21   | K     | Fabio Coltorti      | 1980. december 3. (25 éves)   | 2    | Grasshopper         |
| 22   | CS    | Hakan Yakın         | 1977. február 22. (29 éves)   | 46   | Young Boys          |
| 23   | V     | Philipp Degen       | 1983. február 15. (23 éves)   | 15   | Borussia Dortmund   |

### Togo
Szövetségi kapitány:  Otto Pfister
| Szám | Poszt | Név                    | Születési dátum (Kor)          | Vál. | Klub             |
| ---- | ----- | ---------------------- | ------------------------------ | ---- | ---------------- |
| 1    | K     | Ouro-Nimini Tchagnirou | 1977. december 31. (28 éves)   | 9    | Djoliba          |
| 2    | V     | Daré Nibombé           | 1980. június 16. (25 éves)     | 16   | Mons             |
| 3    | V     | Jean-Paul Abalo (C)    | 1975. június 26. (30 éves)     | 65   | APÓEL            |
| 4    | CS    | Emmanuel Adebayor      | 1984. február 16. (22 éves)    | 29   | Arsenal          |
| 5    | V     | Massamasso Tchangai    | 1978. augusztus 8. (27 éves)   | 34   | Benevento        |
| 6    | KP    | Yao Aziawonou          | 1979. november 30. (26 éves)   | 32   | Young Boys       |
| 7    | CS    | Moustapha Salifou      | 1983. június 1. (23 éves)      | 34   | Brest            |
| 8    | KP    | Kuami Agboh            | 1977. december 28. (28 éves)   | 4    | Beveren          |
| 9    | KP    | Thomas Dossevi         | 1979. március 6. (27 éves)     | 10   | Valenciennes     |
| 10   | KP    | Mamam Cherif Touré     | 1981. január 13. (25 éves)     | 39   | Metz             |
| 11   | CS    | Robert Malm            | 1973. augusztus 21. (32 éves)  | 1    | Brest            |
| 12   | V     | Eric Akoto             | 1980. július 20. (25 éves)     | 32   | Admira Wacker    |
| 13   | CS    | Richmond Forson        | 1980. május 23. (26 éves)      | 8    | Poiré            |
| 14   | KP    | Adékambi Olufadé       | 1980. január 7. (26 éves)      | 24   | esz-Szaílija     |
| 15   | KP    | Alaixys Romao          | 1984. január 18. (22 éves)     | 11   | Louhans-Cuiseaux |
| 16   | K     | Kossi Agassa           | 1978. július 2. (27 éves)      | 49   | Metz             |
| 17   | CS    | Mohamed Kader          | 1979. április 8. (27 éves)     | 46   | Guingamp         |
| 18   | KP    | Yao Junior Sènaya      | 1984. április 19. (22 éves)    | 16   | YF Juventus      |
| 19   | V     | Ludovic Assemoassa     | 1980. szeptember 18. (25 éves) | 5    | Ciudad Murcia    |
| 20   | V     | Affo Erassa            | 1983. február 19. (23 éves)    | 6    | Moulins          |
| 21   | KP    | Franck Atsou           | 1978. augusztus 1. (27 éves)   | 13   | el-Hilál         |
| 22   | K     | Kodjovi Obilale        | 1984. október 8. (21 éves)     | 0    | Etoile Filante   |
| 23   | V     | Assimiou Touré         | 1988. január 1. (18 éves)      | 1    | Bayer Leverkusen |

## H. csoport

### Szaúd-Arábia
Szövetségi kapitány:  Marcos Paquetá
| Szám | Poszt | Név                   | Születési dátum (Kor)          | Vál. | Klub       |
| ---- | ----- | --------------------- | ------------------------------ | ---- | ---------- |
| 1    | K     | Mohammed ad-Daía      | 1972. augusztus 2. (33 éves)   | 175  | el-Hilál   |
| 2    | V     | Ahmed Dokhi Al-Dosari | 1976. október 25. (29 éves)    | 68   | el-Áttihád |
| 3    | V     | Redá Tukar            | 1975. november 29. (30 éves)   | 37   | el-Áttihád |
| 4    | V     | Hamad al-Montasarí    | 1982. június 22. (23 éves)     | 32   | el-Áttihád |
| 5    | V     | Nájf al-Kádí          | 1979. április 3. (27 éves)     | 28   | el-Áhlí    |
| 6    | KP    | Omar al-Gámdí         | 1979. április 11. (27 éves)    | 38   | el-Hilál   |
| 7    | KP    | Mohammed Ámín         | 1980. április 29. (26 éves)    | 16   | el-Áttihád |
| 8    | KP    | Mohammed Noor         | 1978. február 26. (28 éves)    | 63   | el-Áttihád |
| 9    | CS    | Sami Al-Jaber (C)     | 1972. december 11. (33 éves)   | 160  | el-Hilál   |
| 10   | KP    | Mohammad al-Salhúb    | 1980. december 8. (25 éves)    | 48   | el-Hilál   |
| 11   | CS    | Szaad al-Hárszí       | 1984. február 3. (22 éves)     | 15   | en-Naszr   |
| 12   | V     | Abdulazíz Haszrán     | 1973. július 31. (32 éves)     | 19   | el-Hilál   |
| 13   | V     | Huszejn Szulajmani    | 1977. január 21. (29 éves)     | 97   | el-Áhlí    |
| 14   | KP    | Saud Khariri          | 1980. július 8. (25 éves)      | 34   | el-Áttihád |
| 15   | V     | Áhmed al-Bahrí        | 1980. szeptember 18. (25 éves) | 11   | el-Áttifák |
| 16   | KP    | Háled Azíz            | 1981. július 14. (24 éves)     | 14   | el-Hilál   |
| 17   | V     | Mohamed Ejd           | 1987. május 3. (19 éves)       | 0    | el-Áhlí    |
| 18   | KP    | Nawaf Al-Temyat       | 1976. június 28. (29 éves)     | 56   | el-Hilál   |
| 19   | V     | Mohammad Masszad      | 1983. február 17. (23 éves)    | 5    | el-Áhlí    |
| 20   | CS    | Jászer al-Kahtání     | 1982. október 10. (23 éves)    | 45   | el-Hilál   |
| 21   | K     | Mabrúk Zájd           | 1979. február 11. (27 éves)    | 33   | el-Áttihád |
| 22   | K     | Mohammad Húdzsah      | 1982. március 15. (24 éves)    | 8    | es-Sabáb   |
| 23   | CS    | Málek Muádz           | 1981. augusztus 10. (24 éves)  | 5    | el-Áhlí    |

### Spanyolország
Szövetségi kapitány:  Luis Aragonés
| Szám | Poszt | Név                | Születési dátum (Kor)          | Vál. | Klub            |
| ---- | ----- | ------------------ | ------------------------------ | ---- | --------------- |
| 1    | K     | Iker Casillas      | 1981. május 20. (25 éves)      | 58   | Real Madrid     |
| 2    | V     | Míchel Salgado     | 1975. október 22. (30 éves)    | 50   | Real Madrid     |
| 3    | V     | Mariano Pernía     | 1977. május 4. (29 éves)       | 1    | Getafe          |
| 4    | V     | Carlos Marchena    | 1979. július 31. (26 éves)     | 27   | Valencia        |
| 5    | V     | Carles Puyol       | 1978. április 13. (28 éves)    | 47   | Barcelona       |
| 6    | KP    | David Albelda      | 1977. szeptember 1. (28 éves)  | 33   | Valencia        |
| 7    | CS    | Raúl (C)           | 1977. június 27. (28 éves)     | 95   | Real Madrid     |
| 8    | KP    | Xavi               | 1980. január 25. (26 éves)     | 36   | Barcelona       |
| 9    | CS    | Fernando Torres    | 1984. március 20. (22 éves)    | 30   | Atlético Madrid |
| 10   | KP    | José Antonio Reyes | 1983. szeptember 1. (22 éves)  | 19   | Arsenal         |
| 11   | KP    | Luis García        | 1978. június 24. (27 éves)     | 10   | Liverpool       |
| 12   | V     | Antonio López      | 1981. szeptember 13. (24 éves) | 8    | Atlético Madrid |
| 13   | KP    | Andrés Iniesta     | 1984. május 11. (22 éves)      | 3    | Barcelona       |
| 14   | KP    | Xabi Alonso        | 1981. november 25. (24 éves)   | 26   | Liverpool       |
| 15   | V     | Sergio Ramos       | 1986. március 30. (20 éves)    | 11   | Real Madrid     |
| 16   | KP    | Marcos Senna       | 1976. július 17. (29 éves)     | 3    | Villarreal      |
| 17   | KP    | Joaquín            | 1981. július 21. (24 éves)     | 38   | Real Betis      |
| 18   | KP    | Cesc Fàbregas      | 1987. május 4. (19 éves)       | 4    | Arsenal         |
| 19   | K     | Santiago Cañizares | 1969. december 18. (36 éves)   | 45   | Valencia        |
| 20   | V     | Juanito            | 1976. július 23. (29 éves)     | 15   | Real Betis      |
| 21   | CS    | David Villa        | 1981. december 3. (24 éves)    | 8    | Valencia        |
| 22   | V     | Pablo              | 1981. augusztus 3. (24 éves)   | 11   | Atlético Madrid |
| 23   | K     | Pepe Reina         | 1982. augusztus 31. (23 éves)  | 3    | Liverpool       |

### Tunézia
Szövetségi kapitány:  Roger Lemerre
| Szám | Poszt | Név                | Születési dátum (Kor)          | Vál. | Klub               |
| ---- | ----- | ------------------ | ------------------------------ | ---- | ------------------ |
| 1    | K     | Ali Boumnijel      | 1966. április 13. (40 éves)    | 48   | Club Africain      |
| 2    | V     | Karim Essediri     | 1979. július 29. (26 éves)     | 7    | Rosenborg          |
| 3    | V     | Karim Haggui       | 1984. január 21. (22 éves)     | 26   | Strasbourg         |
| 4    | V     | Alaeddine Yahia    | 1981. szeptember 26. (24 éves) | 13   | Saint-Étienne      |
| 5    | CS    | Ziad Jaziri        | 1978. július 12. (27 éves)     | 61   | Troyes             |
| 6    | V     | Hatem Trabelsi     | 1977. január 25. (29 éves)     | 56   | Ajax               |
| 7    | CS    | Haykel Guemamdia   | 1981. december 22. (24 éves)   | 13   | Strasbourg         |
| 8    | KP    | Mehdi Nafti        | 1978. november 28. (27 éves)   | 29   | Birmingham City    |
| 9    | CS    | Yassine Chikhaoui  | 1986. szeptember 2. (19 éves)  | 1    | Étoile du Sahel    |
| 10   | KP    | Kaies Ghodhbane    | 1976. január 7. (30 éves)      | 89   | Konyaspor          |
| 11   | CS    | Francileudo Santos | 1979. március 20. (27 éves)    | 28   | Toulouse           |
| 12   | KP    | Jawhar Mnari       | 1976. november 8. (29 éves)    | 37   | 1. FC Nürnberg     |
| 14   | KP    | Adel Chedli        | 1976. szeptember 16. (29 éves) | 38   | 1. FC Nürnberg     |
| 15   | V     | Radhi Jaïdi        | 1975. augusztus 30. (30 éves)  | 89   | Bolton Wanderers   |
| 16   | K     | Adel Nefzi         | 1974. március 16. (32 éves)    | 0    | Monastir           |
| 17   | CS    | Chaouki Ben Saada  | 1984. július 1. (21 éves)      | 11   | Bastia             |
| 18   | V     | David Jemmali      | 1974. december 13. (31 éves)   | 2    | Bordeaux           |
| 19   | V     | Anis Ayari         | 1982. február 16. (24 éves)    | 24   | Samsunspor         |
| 20   | KP    | Hamed Namouchi     | 1984. január 12. (22 éves)     | 14   | Rangers            |
| 21   | V     | Karim Saidi        | 1983. március 24. (23 éves)    | 15   | Feyenoord          |
| 22   | K     | Hamdi Kasraoui     | 1983. január 18. (23 éves)     | 6    | Espérance de Tunis |
| 23   | KP    | Sofiane Melliti    | 1978. augusztus 18. (27 éves)  | 14   | Gaziantepspor      |

### Ukrajna
Szövetségi kapitány:  Oleh Blohin
| Szám | Poszt | Név                      | Születési dátum (Kor)          | Vál. | Klub                     |
| ---- | ----- | ------------------------ | ------------------------------ | ---- | ------------------------ |
| 1    | K     | Olekszandr Sovkovszkij   | 1975. január 2. (31 éves)      | 68   | Dinamo Kijiv             |
| 2    | V     | Andrij Neszmacsnij       | 1979. február 28. (27 éves)    | 49   | Dinamo Kijiv             |
| 3    | V     | Olekszandr Jacenko       | 1985. február 24. (21 éves)    | 1    | FK Harkiv                |
| 4    | KP    | Anatolij Timoscsuk       | 1979. március 30. (27 éves)    | 55   | Sahtar Doneck            |
| 5    | V     | Volodimir Jezerszkij     | 1976. november 15. (29 éves)   | 24   | Dnyipro Dnyipropetrovszk |
| 6    | V     | Andrij Ruszol            | 1983. január 16. (23 éves)     | 23   | Dnyipro Dnyipropetrovszk |
| 7    | CS    | Andrij Sevcsenko (C)     | 1976. szeptember 29. (29 éves) | 64   | Milan                    |
| 8    | KP    | Oleh Selajev             | 1976. november 5. (29 éves)    | 19   | Dnyipro Dnyipropetrovszk |
| 9    | KP    | Oleh Huszjev             | 1983. április 25. (23 éves)    | 25   | Dinamo Kijiv             |
| 10   | CS    | Andrij Voronyin          | 1979. július 21. (26 éves)     | 32   | Bayer Leverkusen         |
| 11   | CS    | Szerhij Rebrov           | 1974. március 6. (32 éves)     | 70   | Dinamo Kijiv             |
| 12   | K     | Andrij Pjatov            | 1984. június 28. (21 éves)     | 1    | Vorszkla Poltava         |
| 13   | V     | Dmitro Csihrinszkij      | 1986. november 7. (19 éves)    | 0    | Sahtar Doneck            |
| 14   | KP    | Andrij Huszin            | 1972. december 11. (33 éves)   | 64   | Krilja Szovetov          |
| 15   | CS    | Artem Milevszkij         | 1985. január 12. (21 éves)     | 0    | Dinamo Kijiv             |
| 16   | CS    | Andrij Vorobej           | 1978. november 29. (27 éves)   | 53   | Sahtar Doneck            |
| 17   | V     | Vladiszlav Vascsuk       | 1975. január 2. (31 éves)      | 58   | Dinamo Kijiv             |
| 18   | KP    | Szerhij Nazarenko        | 1980. február 16. (26 éves)    | 15   | Dnyipro Dnyipropetrovszk |
| 19   | KP    | Makszim Kalinicsenko     | 1979. január 26. (27 éves)     | 21   | Szpartak Moszkva         |
| 20   | CS    | Olekszij Bjelik          | 1981. február 15. (25 éves)    | 15   | Sahtar Doneck            |
| 21   | KP    | Ruszlan Rotany           | 1981. október 29. (24 éves)    | 19   | Dinamo Kijiv             |
| 22   | V     | Vjacseszlav Szviderszkij | 1979. január 1. (27 éves)      | 6    | Sahtar Doneck            |
| 23   | K     | Bohdan Suszt             | 1986. március 4. (20 éves)     | 2    | Sahtar Doneck            |